# Diocesi di Apollonopoli Maggiore
La diocesi di Apollonopoli Maggiore (in latino Dioecesis Apollonopolitana Maior) è una sede soppressa e sede titolare della Chiesa cattolica.

## Storia
Apollonopoli Maggiore, corrispondente alla città di Edfu nell'odierno Egitto, è un'antica sede episcopale della provincia romana della Tebaide Seconda nella diocesi civile d'Egitto. Faceva parte del patriarcato di Alessandria ed era suffraganea dell'arcidiocesi di Tolemaide.
Secondo David, che riprende le indicazioni di un'antica storia della Chiesa d'Alessandria, la diocesi di Apollonopoli maggiore, ignota alle fonti greche, potrebbe essere nata per separazione dalla diocesi di Ombi, e più tardi riunita alla Chiesa d'origine.
Di questa diocesi, ignota all'Oriens christianus di Michel Le Quien, sono noti vescovi solo dal VII secolo, elencati da Worp nella sua cronotassi.
Dal 1933 Apollonopoli Maggiore è annoverata tra le sedi vescovili titolari della Chiesa cattolica; la sede finora non è mai stata assegnata.

## Cronotassi dei vescovi
- Senuzio ? † (VI/VII secolo)[3]
- Horame † (VII secolo)
- Teodoro † (menzionato nel 649)
- Taurino ? † (VI-VII secolo)
- Macario † (VI-VII secolo)